# جشنواره صنایع دستی فجر
جشنواره صنایع دستی و هنرهای سنتی از سال ۱۳۹۵ به فهرست جشنواره‌های فجر اضافه و برای نخستین‌بار برگزار شد. مصوبه این جشنواره به‌صورت بین‌المللی از سوی شورای عالی انقلاب فرهنگی ابلاغ شده‌است.
نخستین جشنواره صنایع دستی فجر از ۱۱ تا ۱۴ بهمن‌ماه ۱۳۹۵ در دو بخش کلاسیک و مدرن در سالن‌های پاییزه و استاد میرمیران خانه هنرمندان برگزار شد. تمهیدات لازم برای اینکه در سال‌های آینده، مدت زمان بیشتری به جشنواره صنایع دستی و هنرهای سنتی اختصاص داده شود، در نظر گرفته شده‌است.